# MESSIAH -異聞・天草四郎-
『MESSIAH -異聞・天草四郎-』（めさいあ、いぶん・あまくさしろう）は、宝塚歌劇団のミュージカル。作・演出は原田諒。

## 概要
2018年7月13日から8月20日まで宝塚大劇場で、9月7日から10月14日まで東京宝塚劇場で花組により上演。併演作はショー・スペクタキュラー『BEAUTIFUL GARDEN −百花繚乱−』。
島原の乱を率いた天草四郎の生涯に、大胆な脚色を加えたオリジナル作品。

## 主な配役
本公演
- 天草四郎時貞：明日海りお[3]
- 流雨：仙名彩世[3]
- 山田右衛門作：柚香光[3]
- 益田甚兵衛：一樹千尋[3]（専科）
- 森宗意軒：高翔みず希[3]
- つる：花野じゅりあ[3]
- ゆき：芽吹幸奈[3]
- 渡辺小左衛門：瀬戸かずや[3]
- 多賀主水：冴月瑠那[3]
- 波の精：白姫あかり[3]
- みね：鞠花ゆめ[3]
- 田中宗甫：天真みちる[3]
- 松倉勝家：鳳月杏[3]
- 福：桜咲彩花[3]
- 芦塚忠右衛門：航琉ひびき[3]
- 天草の女：美花梨乃[3]
- 芦塚忠太夫：舞月なぎさ[3]
- 松島源之丞：和海しょう[3]
- とき：華雅りりか[3]
- 三宅藤兵衛：羽立光来[3]
- すず：新菜かほ[3]
- 松平信綱：水美舞斗[3]
- 天草の女：真鳳つぐみ[3]
- 波の精：乙羽映見[3]
- 渡辺佐太郎：優波慧[3]
- 波の精：更紗那知[3]
- 善左衛門：千幸あき[3]
- 赤星宗帆：桜舞しおん[3]
- 咲：城妃美伶[3]
- 風太：春妃うらら[3]
- 徳川家光：紅羽真希[3]
- 鈴木重成：綺城ひか理[3]
- 不動丸：飛龍つかさ[3]
- 助蔵：峰果とわ[3]
- なつ：茉玲さや那[3]
- 多聞丸：※亜蓮冬馬[3]
- 長一郎：帆純まひろ[3]
- 弥一：音くり寿[3]
- くめ：糸月雪羽[3]
- 徳川家綱：聖乃あすか[3]
- 田崎重吉：※一之瀬航季[3]
- 小平：華優希[3]
- 萬：舞空瞳[3]

※7月19日から亜蓮冬馬が怪我で休演した為、配役が変更された。
- 多聞丸：一之瀬航季[3]
- 田崎重吉：南音あきら[3]

新人公演
- 天草四郎時貞：聖乃あすか[3]
- 流雨：舞空瞳[3]
- 山田右衛門作：一之瀬航季[3]
- 益田甚兵衛：高峰潤[3]
- 森宗意軒：澄月菜音[3]
- つる：茉玲さや那[3]
- ゆき：若草萌香[3]
- 渡辺小左衛門：泉まいら[3]
- 多賀主水：南音あきら[3]
- みね：夏葉ことり[3]
- 田中宗甫：峰果とわ[3]
- 松倉勝家：帆純まひろ[3]
- 福：華優希[3]
- 芦塚忠右衛門：理央ひかる[3]
- 芦塚忠太夫：龍季澪[3]
- 松島源之丞：愛乃一真[3]
- とき：糸月雪羽[3]
- 三宅藤兵衛：春矢祐璃[3]
- すず：凛乃しづか[3]
- 松平信綱：飛龍つかさ[3]
- 渡辺佐太郎：和礼彩[3]
- 善左衛門：珀斗星来[3]
- 赤星宗帆：海叶あさひ[3]
- 咲：音くり寿[3]
- 風太：三空凜花[3]
- 徳川家光：太凰旬[3]
- 鈴木重成：涼葉まれ[3]
- 不動丸：芹尚英[3]
- 助蔵：青騎司[3]
- なつ：咲乃深音[3]
- 多聞丸：侑輝大弥[3]
- 長一郎：翼杏寿[3]
- 弥一：鈴美梛なつ紀[3]
- くめ：詩希すみれ[3]
- 徳川家綱：希波らいと[3]
- 田崎重吉：涼香希南[3]
- 小平：都姫ここ[3]
- 萬：朝葉ことの[3]

## スタッフ
- 作・演出：原田諒
- 作曲・編曲：玉麻尚一
- 音楽指揮（宝塚大劇場）：佐々田愛一郎
- 音楽指揮（東京宝塚劇場）：西野淳
- 振付：麻咲梨乃
- 振付：AYAKO
- 殺陣：清家三彦
- 装置：松井るみ
- 衣装：有村淳
- 照明：勝柴次朗
- 音響：大坪正仁
- 小道具：市川ふみ
- 歌唱指導：山口正義